# Franco Brusati
Franco Brusati (Milano, 4 agosto 1922 – Roma, 28 febbraio 1993) è stato un regista, sceneggiatore e commediografo italiano.

## Biografia
Brusati nacque a Milano nel 1922. Dopo gli studi in Italia, Svizzera e Inghilterra, si laureò in legge e scienze politiche. Diventò poi collaboratore dell'Europeo, occupandosi tra l'altro di arti dello spettacolo.

### Cinema

Franco Brusati ospite di una puntata del programma televisivo Mixer cultura nel 1987

Successivamente, alla fine degli anni quaranta, si trasferì a Roma, diventando aiuto regista di Roberto Rossellini e Renato Castellani, e scrisse sceneggiature per Mario Monicelli, Carlo Lizzani, Francesco Rosi e Luciano Emmer, di cui diventò anche collaboratore per Domenica d'agosto (1949). Nel 1956 diresse il suo primo film, Il padrone sono me, tratto dall'omonimo romanzo di Alfredo Panzini, ottenendo una discreta visibilità.
All'interno di una produzione diseguale i suoi maggiori successi di pubblico e critica furono I tulipani di Haarlem (1970), Pane e cioccolata (1973) con Nino Manfredi, e Dimenticare Venezia (1979), pellicola della maturità con forti riferimenti a Ingmar Bergman e Luchino Visconti, che ottenne una candidatura al premio Oscar al miglior film straniero.
Fu regista sensibile ed elegante, autore di un cinema colto e di respiro europeo. Nelle sue opere immise un lirismo crepuscolare e malinconico di ispirazione letteraria, volto ad analizzare psicologie e sentimenti, ma capace anche di cogliere notazioni grottesche e di indagare su certo disagio esistenziale a lui contemporaneo e su temi importanti come l'emigrazione italiana (Pane e cioccolata) e la memoria (Dimenticare Venezia), sempre all'interno di una visione amara e disincantata della realtà.

### Teatro
Alla fine degli anni cinquanta iniziò a scrivere per il teatro, debuttando con la commedia Il benessere, scritta insieme a Fabio Mauri e portata sul palcoscenico da Laura Adani, con la regia di Luigi Squarzina. Le sue commedie furono interpretate da alcuni dei maggiori attori italiani, da Renzo Ricci ad Anna Proclemer, da Enrico Maria Salerno a Giorgio Albertazzi, da Paolo Stoppa a Rina Morelli. Talvolta le messinscene furono curate dallo stesso Brusati.

### Pubblicità
Fra gli anni Settanta e i Novanta diresse anche numerosi short pubblicitari, prima caroselli e poi spot, collaborando con varie case di produzione fra cui la Video 80 di Carlo ed Enrico Vanzina. 

## Filmografia

### Regista e sceneggiatore
- Il padrone sono me (1956)
- Il disordine (1962)
- Tenderly (1968)
- I tulipani di Haarlem (1970)
- Pane e cioccolata (1974)
- Dimenticare Venezia (1979)
- Il buon soldato (1982)
- Lo zio indegno (1989)

### Sceneggiatore
- La macchina ammazzacattivi, regia di Roberto Rossellini (1948)
- Il brigante Musolino, regia di Mario Camerini (1950)
- Atto di accusa, regia di Giacomo Gentilomo (1950)
- Domenica d'agosto, regia di Luciano Emmer (1950)
- Due mogli sono troppe, regia di Mario Camerini (1950)
- Anna, regia di Alberto Lattuada (1951)
- Senza bandiera, regia di Lionello De Felice (1951)
- Art. 519 codice penale, regia di Leonardo Cortese (1952)
- Jolanda, la figlia del Corsaro Nero, regia di Mario Soldati (1952)
- Le infedeli, regia di Steno e Mario Monicelli (1952)
- Gli eroi della domenica, regia di Mario Camerini (1952)
- I tre corsari, regia di Mario Soldati (1952)
- Il romanzo della mia vita, regia di Lionello De Felice (1952)
- Moglie per una notte, regia di Mario Camerini (1952)
- Cento anni d'amore, regia di Lionello De Felice (1953)
- L'età dell'amore, regia di Lionello De Felice (1953)
- Ulisse, regia di Mario Camerini (1954)
- Via Margutta, regia di Mario Camerini (1960)
- Dolci inganni, regia di Alberto Lattuada (1960)
- Una vita violenta, regia di Paolo Heusch e Brunello Rondi (1962)
- Smog, regia di Franco Rossi (1962)
- Amori pericolosi, regia di Carlo Lizzani (1964)
- Seduto alla sua destra, regia di Valerio Zurlini (1967)
- Romeo e Giulietta, regia di Franco Zeffirelli (1968)

## Teatro
- Il benessere, regia di Luigi Squarzina, Teatro Valle di Roma, 7 marzo 1959.
- La fastidiosa, regia di José Quaglio, Teatro Quirino di Roma, 7 marzo 1963.
- Pietà di novembre, regia di Valerio Zurlini, Teatro Eliseo di Roma, 26 marzo 1966.
- Le rose del lago, regia di Franco Brusati, Teatro Eliseo di Roma, 15 novembre 1974.
- La donna sul letto, regia di Franco Brusati e Guido Patrizio Schlinkert, Teatro Metastasio di Prato, 10 gennaio del 1984.
- Conversazione galante, regia di Mario Missiroli, Teatro Manzoni di Pistoia, 6 febbraio 1987.

## Riconoscimenti
- David di Donatello 1974 – David Europeo per Pane e cioccolata
- David di Donatello 1979 – David di Donatello per il miglior film per Dimenticare Venezia
- Premi Oscar 1980: candidatura come miglior film straniero per Dimenticare Venezia